# Griselda Records
Griselda Records (también conocido como Griselda x Fashion Rebels) es un sello discográfico independiente de hip hop con sede en Búfalo, Nueva York. Fundado en 2012 por Westside Gunn, Conway the Machine, y Mach-Hommy.
El nombre está inspirado en la narcotraficante Griselda Blanco. El líder de facto es el fundador del sello, Westside Gunn. Griselda tiene dos lanzamientos como colectivo: el EP Don't Get Scared Now en 2016 y su álbum debut WWCD en 2019.

## Historia
En sus comienzos, las copias físicas se distribuyeron limitadamente a través del sello londinense Daupe! las cuales se agotaban en minutos. En 2017, Griselda firmó un acuerdo de distribución con Shady Records, sello discográfico fundado por Eminem, para Westside Gunn y Conway, abandonando el sello en 2020 y 2022, respectivamente. En 2019, Westside Gunn y Benny the Butcher firmaron un acuerdo de representación con Roc Nation, la empresa de entretenimiento de Jay-Z.

## Artistas

### Miembros actuales
- Armani Caesar[5]
- Benny the Butcher[1]
- Boldy James[6]
- Brother Tom SOS[7]
- Dissension[8][9]
- Estee Nack[10]
- Jay Worthy
- Rome Streetz[11]
- Stove God Cooks[12]
- Westside Gunn[1]
- YN Billy[13]

### Exmiembros
- Conway the Machine
- Elcamino[14]
- Mach-Hommy

### Productores
- Camoflauge Monk[15]
- Conductor Williams[16]
- Daringer[17]
- Denny LaFlare[18]

## Discografía

### Álbumes de estudio
| Artista            | Álbum                                                                        | Fecha de publicación     |
| ------------------ | ---------------------------------------------------------------------------- | ------------------------ |
| Westside Gunn      | Flygod (publicado a través de Empire)                                        | 11 de marzo de 2016      |
| Mach-Hommy         | H.B.O. (Haitian Body Odor)                                                   | 15 de septiembre de 2016 |
| Westside Gunn      | Supreme Blientele (publicado a través de Empire)                             | 22 de junio de 2018      |
| Benny the Butcher  | Tana Talk 3 (publicado a través de Black Soprano Family and Empire)          | 23 de noviembre de 2018  |
| Griselda           | WWCD (publicado a través de Shady e Interscope)                              | 29 de noviembre de 2019  |
| Westside Gunn      | Pray for Paris (publicado a través de Empire)                                | 17 de abril de 2020      |
| Boldy James        | The Versace Tape (publicado a través de Empire)                              | 14 de agosto de 2020     |
| Conway the Machine | From King to a God (publicado a través de Drumwork y Empire)                 | 11 de septiembre de 2020 |
| Armani Caesar      | The Liz (publicado a través de Empire)                                       | 18 de septiembre de 2020 |
| Westside Gunn      | Who Made the Sunshine (publicado a través de Shady e Interscope)             | 2 de octubre de 2020     |
| Benny the Butcher  | Burden of Proof (publicado a través de Empire)                               | 16 de octubre de 2020    |
| Mach-Hommy         | Pray for Haiti (publicado a través de Empire)                                | 21 de mayo de 2021       |
| Conway the Machine | God Don't Make Mistakes (publicado a través de Drumwork, Shady e Interscope) | 25 de febrero de 2022    |
| Benny the Butcher  | Tana Talk 4 (publicado a través de Empire)                                   | 11 de marzo de 2022      |
| Rome Streetz       | Kiss the Ring (publicado a través de Empire)                                 | 30 de septiembre de 2022 |
| Armani Caesar      | The Liz 2 (publicado a través de Empire)                                     | 21 de octubre de 2022    |
| Estee Nack         | Nacksaw Jim Duggan (publicado a través de Empire)                            | 19 de mayo de 2023       |
| Westside Gunn      | And Then You Pray for Me (publicado a través de Empire)                      | 13 de octubre de 2023    |

### Álbumes de banda sonora
| Artista(s)     | Álbum                                                                                                 | Fecha de publicación |
| -------------- | --- | -------------------- |
| Griselda & BSF | Conflicted (Original Motion Picture Soundtrack) (publicado a través de Black Soprano Family y Empire) | 8 de enero de 2021   |

### EPs
| Artista(s)                         | Álbum                                                                                   | Fecha de publicación     |
| ---------------------------------- | --------------------------------------------------------------------------------------- | ------------------------ |
| Westside Gunn y The Purist         | Roses Are Red... So Is Blood                                                            | 28 de enero de 2016      |
| Griselda                           | Don't Get Scared Now                                                                    | 13 de mayo de 2016       |
| Westside Gunn                      | There's God and There's Flygod, Praise Both                                             | 19 de julio de 2016      |
| Conway the Machine y Prodigy       | Hell Still on Earth                                                                     | 12 de septiembre de 2016 |
| Benny the Butcher                  | 17 Bullets (publicado a través de Black Soprano Family)                                 | 26 de diciembre de 2016  |
| Elcamino                           | Elcamino (publicado a través de Anti Gun Violence)                                      | 11 de noviembre de 2017  |
| Westside Gunn y MF Doom            | Westside Doom (publicado a través de Empire)                                            | 13 de noviembre de 2017  |
| Benny the Butcher                  | A Friend of Ours (publicado a través de Black Soprano Family)                           | 1 de junio de 2018       |
| Benny the Butcher                  | The Plugs I Met (publicado a través de Black Soprano Family)                            | 21 de junio de 2019      |
| Benny the Butcher y Smoke DZA      | Statue of Limitations (publicado a través de R.F.C. Music Group y Black Soprano Family) | 18 de octubre de 2019    |
| Conway the Machine y The Alchemist | Lulu (publicado a través de Drumwork, ALC and Empire)                                   | 30 de marzo de 2020      |
| Benny the Butcher y Harry Fraud    | The Plugs I Met 2 (publicado a través de Black Soprano Family y SRFSCHL)                | 19 de marzo de 2021      |
| Conway the Machine                 | The Missing Bricks (publicado a través de Drumwork)                                     | 1 de octubre de 2021     |
| Westside Gunn                      | 11 (publicado a través de Empire)                                                       | 31 de octubre de 2024    |
| Westside Gunn                      | Heels Have Eyes (publicado a través de Empire)                                          | 18 de abril de 2025      |

### Mixtapes
| Artista(s)                                        | Álbum                                                                              | Fecha de publicación     |
| ------------------------------------------------- | ---------------------------------------------------------------------------------- | ------------------------ |
| Westside Gunn                                     | Hitler Wears Hermes                                                                | 26 de octubre de 2012    |
| Westside Gunn                                     | Hitler Wears Hermes II                                                             | 22 de septiembre de 2014 |
| Westside Gunn y Conway the Machine                | Hall & Nash                                                                        | 9 de marzo de 2015       |
| Conway the Machine                                | The Devil's Reject                                                                 | 27 de abril de 2015      |
| Westside Gunn                                     | Hitler Wears Hermes III                                                            | 3 de agosto de 2015      |
| Westside Gunn, Conway the Machine y Big Ghost Ltd | Griselda Ghost (publicado a través de Big Ghost Ltd)                               | 11 de septiembre de 2015 |
| Conway the Machine                                | Reject 2                                                                           | 30 de octubre de 2015    |
| Conway the Machine                                | 50 Round Drum                                                                      | 14 de abril de 2016      |
| Benny the Butcher                                 | My First Brick (publicado a través de Black Soprano Family)                        | 8 de octubre de 2016     |
| Westside Gunn                                     | Hitler Wears Hermes IV                                                             | 31 de octubre de 2016    |
| Westside Gunn y DJ Green Lantern                  | Hitler on Steroids                                                                 | 8 de marzo de 2017       |
| Conway the Machine y DJ Green Lantern             | Reject on Steroids                                                                 | 24 de mayo de 2017       |
| Conway the Machine y DJ Green Lantern             | More Steroids                                                                      | 19 de octubre de 2017    |
| Westside Gunn                                     | Hitler Wears Hermes V                                                              | 31 de octubre de 2017    |
| Benny the Butcher & DJ Green Lantern              | Butcher on Steroids (publicado a través de Black Soprano Family)                   | 27 de noviembre de 2017  |
| Conway the Machine                                | G.O.A.T.                                                                           | 21 de diciembre de 2017  |
| Benny the Butcher & 38 Spesh                      | Stabbed & Shot (publicado a través de Black Soprano Family y Trust)                | 16 de febrero de 2018    |
| Conway the Machine                                | Blakk Tape                                                                         | 27 de marzo de 2018      |
| Elcamino                                          | Walking on Water (publicado a través de Anti Gun Violence)                         | 16 de agosto de 2018     |
| Conway the Machine                                | Everybody Is F.O.O.D.                                                              | 20 de agosto de 2018     |
| Westside Gunn                                     | The Almighty (publicado a través de Empire)                                        | 15 de septiembre de 2018 |
| Westside Gunn                                     | Hitler Wears Hermes VI (publicado a través de Empire)                              | 31 de octubre de 2018    |
| Conway the Machine                                | EIF 2: Eat What U Kill                                                             | 10 de diciembre de 2018  |
| Conway the Machine                                | Everybody Is F.O.O.D. 3                                                            | 4 de abril de 2019       |
| Westside Gunn                                     | Fourth Rope                                                                        | 12 de abril de 2019      |
| Westside Gunn                                     | Flygod Is an Awesome God (publicado a través de Empire)                            | 5 de julio de 2019       |
| Conway the Machine                                | Look What I Became (publicado a través de Drumwork y Empire)                       | 13 de septiembre de 2019 |
| Westside Gunn                                     | Hitler Wears Hermes VII (publicado a través de Empire)                             | 1 de noviembre de 2019   |
| Westside Gunn                                     | Flyest Nig@@ in Charge Vol. 1 (republicado a través de Empire)                     | 3 de enero de 2020       |
| Westside Gunn                                     | Flygod Is an Awesome God 2 (publicado a través de Empire)                          | 3 de julio de 2020       |
| Conway the Machine                                | La Maquina (publicado a través de Drumwork y Empire)                               | 16 de abril de 2021      |
| Westside Gunn                                     | Hitler Wears Hermes VIII: Sincerely, Adolf (publicado a través de Empire)          | 27 de agosto de 2021     |
| Westside Gunn                                     | Hitler Wears Hermes VIII: Side B (publicado a través de Empire)                    | 24 de septiembre de 2021 |
| Westside Gunn                                     | Peace "Fly" God (publicado a través de Empire)                                     | 8 de julio de 2022       |
| Westside Gunn                                     | 10 (publicado a través de Empire)                                                  | 28 de octubre de 2022    |
| Westside Gunn, Conway the Machine y The Alchemist | Hall & Nash 2: The Original Version (publicado a través de Drumwork, ALC y Empire) | 29 de diciembre de 2023  |
| Westside Gunn y DJ Drama                          | Still Praying (publicado a través de Empire)                                       | 1 de noviembre de 2024   |
| Westside Gunn                                     | 12 (publicado a través de Empire)                                                  | 14 de febrero de 2025    |
| YN Billy                                          | Redville 2                                                                         | 30 de mayo de 2025       |

## Premios y nominaciones
| Año  | Organización | Premio     | Resultado |
| ---- | ------------ | ---------- | --------- |
| 2020 | BET Awards   | Best Group | Nominado  |